# Distretto di Tùrgėn
Il distretto di Tùrgėn è uno dei diciannove distretti (sum) in cui è suddivisa la provincia dell'Uvs, in Mongolia. Conta una popolazione di 2.018 abitanti (censimento 2014). 